# Adetus albosignatus
Adetus albosignatus es una especie de escarabajo del género Adetus, familia Cerambycidae. Fue descrita científicamente por Breuning en 1943.
Habita en Venezuela. Los machos y las hembras miden aproximadamente 8 mm. El período de vuelo de esta especie ocurre en los meses de noviembre y diciembre.